# Heigenbrücken
Heigenbrücken település Németországban, azon belül Bajorországban. Lakosainak száma 2288 fő (2023. december 31.). Heigenbrücken Heinrichsthaler Forst, Neuhütten, Heinrichsthal és Forst Hain im Spessart községekkel határos.

## Népesség
A település népessége az elmúlt években az alábbi módon változott:
| Lakosok száma | 825  | 1867 | 2313 | 2332 | 2218 | 2233 | 2282 | 2279 | 2248 | 2288 |
|               | 1875 | 1950 | 1975 | 1987 | 2012 | 2014 | 2016 | 2017 | 2021 | 2023 |